# Bracon yakui
Bracon yakui är en stekelart som beskrevs av Watanabe 1937. Bracon yakui ingår i släktet Bracon och familjen bracksteklar. Inga underarter finns listade.